# Portales
Portales är administrativ huvudort i Roosevelt County i New Mexico. Enligt 2020 års folkräkning hade Portales 12 137 invånare.